# Onobrychis ferganica
Onobrychis ferganica är en ärtväxtart som först beskrevs av Sirj., och fick sitt nu gällande namn av Aleksandr Alfonsovitj Grossgejm. Onobrychis ferganica ingår i släktet esparsetter, och familjen ärtväxter. Inga underarter finns listade i Catalogue of Life.